# Seltzer Motor Industries
Seltzer Motor Industries war ein US-amerikanischer Hersteller von Automobilen.

## Unternehmensgeschichte
Das Unternehmen wurde am 30. April 1979 in Chatsworth in Kalifornien gegründet. Die Produktion von Automobilen und Kit Cars begann. Der Markenname lautete Seltzer. 1983 endete die Produktion.
Die Toppo Manufacturing Company mit der gleichen Adresse setzte die Produktion unter eigenem Namen bis 1985 fort.

## Fahrzeuge
Das einzige Modell war der Willow. Ein Rohrrahmen bildete die Basis des zweisitzigen Sportwagens. Das Coupé hatte ein Targadach. Ein Vierzylindermotor vom Ford Pinto mit 2000 cm³ Hubraum war quer zur Fahrtrichtung hinter den Sitzen in Mittelmotorbauweise montiert und trieb die Hinterräder an. Das Leergewicht war mit 809 kg angegeben.